# Grand Prix-wegrace van België 1960
De Grand Prix-wegrace van België 1960 was de vierde Grand Prix van het wereldkampioenschap wegrace in het seizoen 1960. De races werden verreden op 3 juli 1960 op het Circuit de Spa-Francorchamps nabij Malmedy. In België kwam de 350cc-klasse niet aan de start.

## Algemeen
De Belgische Grand Prix werd verreden voor 50.000 toeschouwers. Zij zagen Helmut Fath en Alfred Wohlgemuth de zijspanrace winnen, waardoor zij zeker waren van de wereldtitel.

## 500cc-klasse
Zoals verwacht ging de overwinning in de 500cc-race naar MV Agusta, maar John Surtees was wel veel sneller dan zijn teamgenoten. Remo Venturi werd tweede met bijna anderhalve minuut achterstand en Emilio Mendogni slechts zesde met bijna vier minuten achterstand.
| Pos | Coureur            | Merk      | Tijd      | Punten |
| --- | ------------------ | --------- | --------- | ------ |
| 1   | John Surtees       | MV Agusta | 1:05"25'1 | 8      |
| 2   | Remo Venturi       | MV Agusta | +1"23'1   | 6      |
| 3   | Bob Brown          | Norton    | +2"43'1   | 4      |
| 4   | Mike Hailwood      | Norton    | +2"59'4   | 3      |
| 5   | Jim Redman         | Norton    | +3"41'3   | 2      |
| 6   | Emilio Mendogni    | MV Agusta | +3"46'6   | 1      |
| 7   | John Hempleman     | Norton    | +4"32'1   |        |
| 8   | John Hartle        | Norton    | +1 ronde  |        |
| 9   | Bert Schneider     | Norton    | +1 ronde  |        |
| 10  | Fumio Ito          | BMW       | +1 ronde  |        |
| 11  | Peter Pawson       | Norton    | +1 ronde  |        |
| 12  | Dickie Dale        | Norton    | +1 ronde  |        |
| 13  | Jacques Insermini  | Norton    | +1 ronde  |        |
| 14  | Robert Weston      | Norton    | +1 ronde  |        |
| 15  | Rudolf Gläser      | Norton    | +1 ronde  |        |
| 16  | Hans-Günther Jäger | BMW       | +2 ronden |        |
| 17  | Raymond Bogaerdt   | Norton    | +4 ronden |        |

| Coureur           | Merk   | Oorzaak |
| ----------------- | ------ | ------- |
| Jack Findlay      | Norton |         |
| Ron Miles         | Norton |         |
| Raymond Hanset    | Norton |         |
| Ladi Richter      | Norton |         |
| Jean-Pierre Bayle | Norton |         |
| Alan Trow         | Norton |         |
| Bob Anderson      | Norton |         |
| Frank Perris      | Norton |         |
| Paddy Driver      | Norton |         |

| Coureur       | Merk      | Oorzaak  |
| ------------- | --------- | -------- |
| Alan Shepherd | Matchless |          |
| Tom Phillis   | Norton    | Blessure |
| Ralph Rensen  | Norton    |          |

### Top tien tussenstand 500cc-klasse
| Pos | Coureur         | Merk             | Ptn |
| --- | --------------- | ---------------- | --- |
| 1   | John Surtees    | MV Agusta        | 24  |
| 2   | Remo Venturi    | MV Agusta        | 20  |
| 3   | Bob Brown       | Norton           | 15  |
| 4   | Mike Hailwood   | Norton           | 9   |
| 5   | John Hartle     | MV Agusta/Norton | 6   |
| 5   | Paddy Driver    | Norton           | 6   |
| 7   | Emilio Mendogni | MV Agusta        | 5   |
| 8   | Tom Phillis     | Norton           | 3   |
| 8   | Dickie Dale     | Norton           | 3   |
| 10  | Ladi Richter    | Norton           | 2   |
| 10  | Jim Redman      | Norton           | 2   |

## 250cc-klasse
De 250cc-race werd een groot succes voor MV Agusta, met Carlo Ubbiali als winnaar met een halve seconde voorsprong op teamgenoot Gary Hocking. Luigi Taveri werd een halve minuut later derde. Tarquinio Provini (Moto Morini) kwam bij Blanchimont hard ten val en werd afgevoerd naar het ziekenhuis. Alberto Pagani scoorde de eerste punten voor de Aermacchi Ala d'Oro 250. Daarbij viel de vierde plaats van Mike Hailwood tegen: met de (door vader Stan gefinancierde) Ducati Desmo 250 kon hij nog steeds geen vuist maken tegen de MV Agusta 250 Bialbero.
| Pos | Coureur            | Merk      | Tijd    | Punten |
| --- | ------------------ | --------- | ------- | ------ |
| 1   | Carlo Ubbiali      | MV Agusta | 41"40'3 | 8      |
| 2   | Gary Hocking       | MV Agusta | +0'6    | 6      |
| 3   | Luigi Taveri       | MV Agusta | +30'6   | 4      |
| 4   | Mike Hailwood      | Ducati    | +2"02'5 | 3      |
| 5   | Alberto Pagani     | Aermacchi |         | 2      |
| 6   | Günter Beer        | Adler     |         | 1      |
| 7   | Pierrot Vervroegen | MotoBi    |         |        |
| 8   | Rudi Thalhammer    | NSU       |         |        |
| 9   | Siegfried Lohmann  | Adler     |         |        |
| 10  | Raphaël Orinel     | NSU       |         |        |

| Coureur           | Merk   | Oorzaak |
| ----------------- | ------ | ------- |
| Tarquinio Provini | Morini | Val     |

| Coureur     | Merk  | Oorzaak      |
| ----------- | ----- | ------------ |
| Bob Brown   | Honda | Geen machine |
| Tom Phillis | Honda | Blessure     |
| Dickie Dale | MZ    | Geen machine |

| Coureur             | Merk  |
| ------------------- | ----- |
| Ernst Degner        | MZ    |
| Gilberto Milani     | Honda |
| Kenjiro Tanaka      | Honda |
| Kunimitsu Takahashi | Honda |
| Moto Kitano         | Honda |
| Naomi Taniguchi     | Honda |
| Yukio Satoh         | Honda |
| John Hempleman      | MZ    |
| Jim Redman          | Honda |

### Top tien tussenstand 250cc-klasse
| Pos | Coureur           | Merk           | Ptn |
| --- | ----------------- | -------------- | --- |
| 1   | Carlo Ubbiali     | MV Agusta      | 22  |
| 2   | Gary Hocking      | MV Agusta      | 20  |
| 3   | Luigi Taveri      | MV Agusta      | 8   |
| 4   | Mike Hailwood     | Ducati/Mondial | 5   |
| 5   | Tarquinio Provini | Morini         | 4   |
| 6   | Bob Brown         | Honda          | 3   |
| 6   | John Hempleman    | MZ             | 3   |
| 8   | Moto Kitano       | Honda          | 2   |
| 8   | Alberto Pagani    | Aermacchi      | 2   |
| 10  | Ernst Degner      | MZ             | 1   |
| 10  | Naomi Taniguchi   | Honda          | 1   |
| 10  | Günter Beer       | Adler          | 1   |

## 125cc-klasse
Het seizoen van Ernst Degner was slecht begonnen met een blessure tijdens de TT van Man en een vijfde plaats in de TT van Assen, maar nu won hij het gevecht met teamgenoot John Hempleman en Carlo Ubbiali (MV Agusta). De MZ's waren daarmee de eersten die MV Agusta in dit seizoen wisten te verslaan. De Honda RC 143's van Moto Kitano, Sadao Shimazaki, Bob Brown en Giichi Suzuki konden op dit snelle circuit geen vuist maken.
| Pos | Coureur          | Merk      | Tijd    | Punten |
| --- | ---------------- | --------- | ------- | ------ |
| 1   | Ernst Degner     | MZ        | 42"0    | 8      |
| 2   | John Hempleman   | MZ        | +5'4    | 6      |
| 3   | Carlo Ubbiali    | MV Agusta | +5'6    | 4      |
| 4   | Bruno Spaggiari  | MV Agusta | +20'7   | 3      |
| 5   | Gary Hocking     | MV Agusta | +44'1   | 2      |
| 6   | Mike Hailwood    | Ducati    |         | 1      |
| 7   | Moto Kitano      | Honda     | +1"34'2 |        |
| 8   | Sadao Shimazaki  | Honda     | +1"56'4 |        |
| 9   | Jim Redman       | Ducati    | +1"57'0 |        |
| 10  | Bob Brown        | Honda     | +1"59'0 |        |
| 11  | Alberto Gandossi | MZ        | +2"03'7 |        |
| 12  | Giichi Suzuki    | Honda     | +2"33'9 |        |

| Coureur        | Merk      | Oorzaak |
| -------------- | --------- | ------- |
| Alberto Pagani | MV Agusta | Motor   |

| Coureur      | Merk | Oorzaak      |
| ------------ | ---- | ------------ |
| Bob Anderson | MZ   | Geen machine |

| Coureur             | Merk      |
| ------------------- | --------- |
| Luigi Taveri        | MV Agusta |
| Kunimitsu Takahashi | Honda     |
| Naomi Taniguchi     | Honda     |

### Top tien tussenstand 125cc-klasse
| Pos | Coureur          | Merk         | Ptn |
| --- | ---------------- | ------------ | --- |
| 1   | Carlo Ubbiali    | MV Agusta    | 20  |
| 2   | Gary Hocking     | MV Agusta    | 14  |
| 3   | Ernst Degner     | MZ           | 10  |
| 4   | John Hempleman   | MZ           | 9   |
| 5   | Alberto Gandossi | MZ           | 4   |
| 5   | Luigi Taveri     | MV Agusta    | 4   |
| 7   | Jim Redman       | Honda/Ducati | 3   |
| 7   | Bruno Spaggiari  | MV Agusta    | 3   |
| 9   | Bob Anderson     | MZ           | 2   |
| 10  | Giichi Suzuki    | Honda        | 1   |
| 10  | Naomi Taniguchi  | Honda        | 1   |
| 10  | Mike Hailwood    | Ducati       | 1   |

## Zijspanklasse
Net als in de TT van Assen viel Florian Camathias uit terwijl hij aan de leiding lag. Helmut Fath/Alfred Wohlgemuth moesten Pip Harris/Ray Campbell voorblijven om wereldkampioen te worden, maar Harris scoorde geen punten terwijl Fath wist te winnen.
| Pos | Coureur           | Bakkenist          | Merk | Tijd    | Punten |
| --- | ----------------- | ------------------ | ---- | ------- | ------ |
| 1   | Helmut Fath       | Alfred Wohlgemuth  | BMW  | 41"57'1 | 8      |
| 2   | Fritz Scheidegger | Horst Burkhardt    | BMW  | +22'3   | 6      |
| 3   | Edgar Strub       | Hilmar Cecco       | BMW  | +2"05'0 | 4      |
| 4   | Jackie Beeton     | Eddie Bulgin       | BMW  | +2"14'9 | 3      |
| 5   | Alwin Ritter      | Emil Hörner        | BMW  | +3"07'7 | 2      |
| 6   | Jo Rogliardo      | Marcel Godillot    | BMW  | +3"35'8 | 1      |
| 7   | Claude Lambert    | Rodolphe Rüfenacht | BMW  | +4"00'9 |        |
| 8   | Bill Beevers      | John Chisnell      | BMW  | +4"02'6 |        |
| 9   | Otto Kölle        | Dieter Hess        | BMW  | +4"13'8 |        |
| 10  | Bošco Šnajder     | Stanko Šajnovic    | BMW  | +5"12'0 |        |

| Coureur           | Bakkenist   | Merk | Oorzaak |
| ----------------- | ----------- | ---- | ------- |
| Florian Camathias | Roland Föll | BMW  |         |

| Coureur         | Bakkenist     | Merk   |
| --------------- | ------------- | ------ |
| Max Deubel      | Horst Höhler  | BMW    |
| Bill Boddice    | Graham Stokes | Norton |
| Charlie Freeman | Billie Nelson | Norton |
| Les Wells       | William Cook  | Norton |
| Pip Harris      | Ray Campbell  | BMW    |

### Top tien tussenstand zijspanklasse
| Pos | Coureur                      | Bakkenist                                   | Merk   | Ptn |
| --- | ---------------------------- | ------------------------------------------- | ------ | --- |
| 1   | Helmut Fath (wereldkampioen) | Alfred Wohlgemuth (wereldkampioen)          | BMW    | 30  |
| 2   | Fritz Scheidegger            | Horst Burkhardt                             | BMW    | 16  |
| 3   | Pip Harris                   | Ray Campbell                                | BMW    | 14  |
| 4   | Edgar Strub                  | Hilmar Cecco                                | BMW    | 9   |
| 5   | Florian Camathias            | John Chisnell, Robert Fiston en Roland Föll | BMW    | 6   |
| 6   | Charlie Freeman              | Billie Nelson                               | Norton | 4   |
| 6   | Max Deubel                   | Horst Höhler                                | BMW    | 4   |
| 8   | Les Wells                    | William Cook                                | Norton | 3   |
| 8   | Alwin Ritter                 | Emil Hörner                                 | BMW    | 3   |
| 8   | Jackie Beeton                | Eddie Bulgin                                | BMW    | 3   |

1921 · 1922 · 1923 · 1924 · 1925 · 1926 · 1927 · 1928 · 1929 · 1930 · 1931 · 1932 · 1933 · 1934 · 1935 · 1936 · 1937 · 1938 · 1939 · 1947 · 1948 · 1949 · 1950 · 1951 · 1952 · 1953 · 1954 · 1955 · 1956 · 1957 · 1958 · 1959 · 1960 · 1961 · 1962 · 1963 · 1964 · 1965 · 1966 · 1967 · 1968 · 1969 · 1970 · 1971 · 1972 · 1973 · 1974 · 1975 · 1976 · 1977 · 1978 · 1979 · 1980 · 1981 · 1982 · 1983 · 1984 · 1985 · 1986 · 1988 · 1989 · 1990